# گنبد الله‌وردی خان
گنبد الله‌وردی خان مقبرهٔ سردار مشهور صفوی الله‌وردی خان گرجی و از تالارهای حرم علی بن موسی الرضا در شهر مشهد است. این بنا که در شرق حرم واقع شده، در ۱۶۱۳/۱۰۲۱ و اندکی پیش از مرگ الله‌وردی خان به پایان رسید و یکی از برجسته‌ترین بناهای معماری دورهٔ صفوی است و برای مدت طولانی از آن به عنوان مهمانخانهٔ حرم استفاده می‌شد.

## پیشینه
شاه عباس یکم پس از استقرار حکومت و توسعهٔ اقتدارش، اقدامات عمرانی زیادی در شهر مشهد انجام داد. در چندین سفر به خراسان و مشهد که اغلب همراه بزرگان دربار بود، او دستور ساخت و سازهای زیادی در حرم رضوی صادر کرد. همزمان با این امر، برخی از رجال عصر نیز اقدام به ساخت وساز در این عرصه کردند، ازجمله الله‌وردی خان و حاتم‌بیگ اردوبادی. الله‌وردی خان از ۱۰۱۳ و در میانه همین سفرهای سلطنتی شاه به خراسان، پیگیر ساخت این گنبدخانه در حاشیهٔ صحن تازه ساخته شده عباسی بود، امری که مطابق کتیبهٔ بنا، تا تکمیل آن، هشت سال طول کشید.
داستانی عامیانه دربارهٔ این بنا روایت شده که مطابق آن، الله‌وردی‌خان دربارهٔ پیشرفت کار بنا از معمار می‌پرسد و در پاسخ می‌شنود که کار به پایان رسیده و بنا منتظر تشریف‌فرمایی قدوم عالی است! سردار پیر این پاسخ را نشانهٔ نزدیک شدن مرگ خود دانسته و اندکی بعد هم می‌میرد. به رغم این که در داخل این بنا و راهروهای متصل به آن، کسان دیگری نیز دفن شده‌اند، شکوه و فخامت آن باعث شد تا پیش از ساخته شدن رواق دارالضیافه در اواخر دورهٔ قاجار، از این رواق به‌عنوان مهمان‌خانهٔ مخصوص حرم مطهر استفاده و به «دارالضیافهٔ سرکار فیض‌آثار» هم مشهور شود. کسانی مانند سلطان‌اکبر گورکانی و ناصرالدین‌شاه قاجار در این‌جا میزبانی شده‌اند.

## معماری

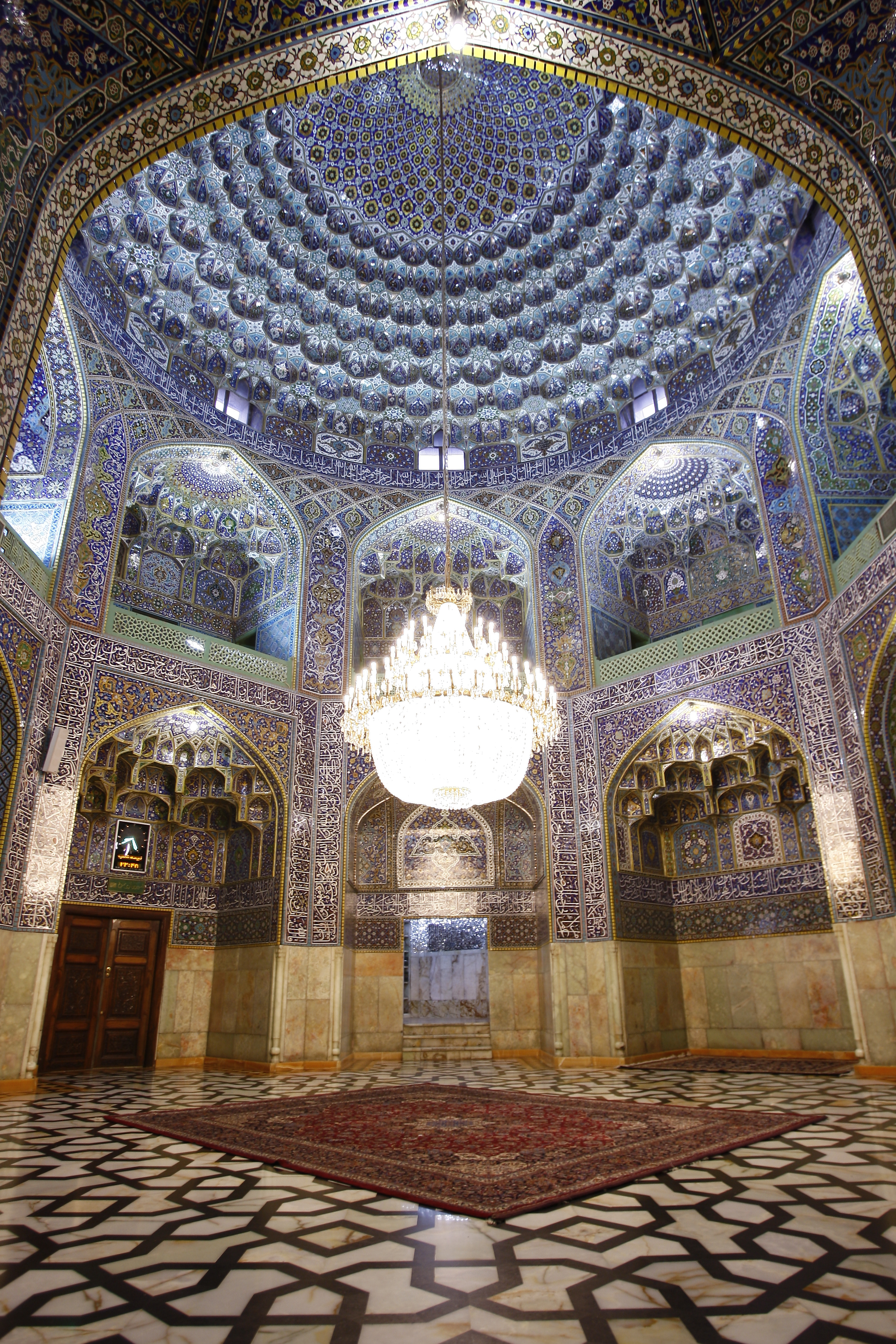

گنبد الله‌وردی خان یک گنبدخانهٔ هشت‌گوش به ارتفاع ۱۶ و مساحت ۱۷۱متر مربع است که جلوهٔ بیرونی آن تنها یک گنبد بدون ساقه با نمای فلزی و یک ایوان ورودی با شکوه در شرق است که اکنون بخشی از رواق دارالضیافه به‌شمار می‌آید. معمار این تالار کوچک در ساخت بنا، معمار کوشیده‌است با ساخت یک گنبد کم‌خیز، جلوهٔ بیرونی بنا را در برابر نمای گنبد طلا و صحن انقلاب به حداقل برساند و تمام هنرنمایی و شکوهمندی را درون گنبدخانه متمرکز کرده‌است. ازاین‌رو، گنبد به‌صورت یک پوستهٔ کم‌ارتفاع ساده اجرا شده‌است.
به نظر پوپ، این بنا که هم‌زمان با مسجد شیخ‌لطف‌الله اصفهان ساخته شده، با تناسبات دقیق و سازمان موزونش شاید کامل‌ترین عنصر معماری حرم رضوی باشد و شیوهٔ بنا نشان می‌دهد، معمار آن اصفهانی بوده‌است. معماری که رقم کارش با عنوان «عمل امیر بن حاج محمود نظرانی ۱۰۲۲» در کتیبه‌های ازمیان رفتهٔ بنا وجود داشت.

## تزیینات
نمای گنبد تا اواخر آجری بود و در دورهٔ پهلوی دوم با خشتهای مسی پوشیده شد. نمای درون بنا با کاشی معرق و مقرنس آراسته شده‌است. کف رواق در گذشته کاشی فیروزه‌ای بود که در دورهٔ پهلوی دوم تبدیل به سنگ مرمر شد. ازارهٔ بنا سنگ مرمر سبز است که در پخی‌ها ستونهای توکار مزین به طرح گلدان کار شده‌است. بالای ازارهٔ دیوارها عبارت است از طاق‌نماهای دو طبقه کاشی معرق در هشت ضلع که با قوس‌ها و چشمه‌های طاق‌ها و دهلیزها لبریز شده و بر حال و هوای قدس‌آمیز فضا افزوده‌است.
شروع گنبد یک دایره قطارهای مقرنس است که در هفت ردیف، با نزدیک شدن به مرکز گنبد، از پایین به بالا، کوچک‌تر می‌شوند و درنهایت به نورگیر شمسهٔ معرّق وسط سقف منتهی می‌گردد. نمای رواق کاربندی‌های متنوعی، مانند قاب‌بندی و رسمی‌بندی در محل اتصال سقف و دیوارها و مقرنس‌سازی و قاب‌بندی در داخل طاق‌نماها دارد. کاشی‌ها نقوش گیاهی، هندسی و جانوری دارند. همچنین در ضلع جنوبی، نمونه‌ای از بسم‌الله به خط طغرا که با طرح پرنده کار شده‌است. قاب‌های بغل‌کش طبقهٔ دوم با کاشی هفت‌رنگ و نقوش هندسی اجرا شده‌است. کتیبهٔ زیر گنبد، سوره‌های توحید و جمعه به خط ثلث است و کتیبهٔ دیگری در طاق نماهای پایین، تاریخ ۱۰۲۱ ق دارد. در ازارهٔ ضلع جنوبی، سنگ مرقد الله‌وردی‌خان به خط نستعلیق و تاریخ ۱۰۲۲ق نصب است و در همان ضلع، رباعی منسوب به شاه‌عباس صفوی که در جواب رباعی شیخ بهایی گفته شده، بر دیوار نقش بسته و نام خوش‌نویس با عبارت «غائله و راقمه حسن الخادم» در انتهای کتیبه هست. در صفهٔ شرقی در ضمن اشعاری به خط نستعلیق، ماده تاریخ ساخت بنا (۱۰۲۱ق) با کلمات «کعبه خلق و سجده‌گاه ملک» نمایان شده‌است.